# Тенгобоже
Тенгобоже (пол. Tęgoborze) — село в Польщі, у гміні Лососіна-Дольна Новосондецького повіту Малопольського воєводства.
Населення — 1559 осіб (2011).

## Демографія
Демографічна структура станом на 31 березня 2011 року:
|          | Загалом | Допрацездатний вік | Працездатний вік | Постпрацездатний вік |
| -------- | ------- | ------------------ | ---------------- | -------------------- |
| Чоловіки | 798     | 202                | 535              | 61                   |
| Жінки    | 761     | 171                | 479              | 111                  |
| Разом    | 1559    | 373                | 1014             | 172                  |